# Šinkovica Šaška
Šinkovica Šaška falu Horvátországban Varasd megyében. Közigazgatásilag Bednjához tartozik.

## Fekvése
Varasdtól 31 km-re délnyugatra, községközpontjától 4 km-re északnyugatra fekszik.

## Története
1857-ben 273, 1910-ben 405 lakosa volt. 1920-ig Varasd vármegye Ivaneci járásához tartozott. 2001-ben 60 háztartása és 145 lakosa volt.

## Nevezetességei
Népi építészet

## Külső hivatkozások
- Bednja község hivatalos oldala